# گاودوس
گاودوس (به یونانی : Γαύδος) جزیره‌ای است که در دریای مدیترانه که در جنوبی‌ترین مرز آبی کشور یونان واقع شده‌است. این جزیره یکی از بخش‌های تابعه شهرستان خانیا در استان کرت است. همچنین این جزیره جنوبی‌ترین نقطه در قاره اروپا نیز هست.
دو دلیل عمده برای نام‌گذاری این جزیره وجود دارد که یکی از آن‌ها اشاره به شرح سفر پولس رسول به روم است که نام این جزیره با تلفظ کلودا (Κλαῦδα) در کتاب اعمال رسولان (باب ۲۷) عهد جدید اشاره شده‌است. دیگر فرضیه ریشه نام‌گذاری این جزیره، پلینیوس جغرافی‌دان رومی، است که از این جزیره به نام کلودوس یاد کرده‌است. جمعیت این جزیره ۳۳ کیلموتر مربعی در سرشماری سال ۲۰۱۱ میلادی تنها ۱۵۲ نفر بود که اکثر آن‌ها نیز به دلیل صنعت گردشگری در این جزیره اقامت دارند.
جیمز آلدریج یکی از تاریخ‌نگاران و نویسندگانی که عمده فعالیت‌هایش مربوط به پژوهش در مورد جنگ جهانی دوم است در یکی از رمان‌های خود به نام عقاب دریا، داستان دو سرباز استرالیایی و یک پارتیزان یونانی را روایت می‌کند که پس از فرار از نبرد کرت به این جزیره آمده و این سه نفر با چند ماهیگیری که در واقع از زندانیان تبعیدی و آزادی‌خواه مخالف رژیم یوانیس متاکساس موسوم به رژیم ۴ اوت هستند، در جزیره گاودوس برخورد می‌کنند.

## تاریخ
شواهدی از زندگی نوع بشر در دوران نوسنگی در این جزیره وجود دارد. همچنین این جزیره در آثار هومر به نام اوجیجیه ذکر شده که محل زندگی کالوپسو دختر تایتان و طلس است. این جزیره در گذشته یکی از اردوگاها و اقامتگاه‌های نظامی امپراتوری عثمانی بوده‌است.

## جغرافیا
این جزیره ۳۳ کیلومتر مربعی، ۴۸ کیلومتر با دهکده هورا سفاکیون در جنوب استان کرت فاصله دارد. حالت این جزیره تقریباً به شکل یک سه گوش است. مرتفع‌ترین نقطه در این جزیره کوه واردیا با ۳۴۵ متر است. در قسمت جنوب شرقی جزیره شبه‌جزیره سنگی با شکل یک طاق طبیعی وجود دارد که به نام تریپیتی خوانده می‌شود. این جزیره یکی از توقف‌گاهای اصلی پرندگان مهاجر در دریای مدیترانه است. از پرندگان بومی این جزیره می‌توان به مرغ حق اوراسیایی و باکلان اروپایی اشاره کرد. همچنین پوشش گیاهی این جزیره پوشیده از بوته‌های ارسطوتلیا (بوته ماکی) است. درخت کاج و ارس نیز در این جزیره وجود دارد.

## اقتصاد
تنها منبع عمده اقتصادی این جزیره صنعت گردشگری است که در فصل تابستان گردشگران بسیاری از نقاط مختلف جهان به این جزیره مسافرت می‌کنند. علاوه بر این صنعت به صورت خیلی جزئی در این جزیره صنعت کشاورزی نیز وجود دارد که البته بسیاری از زمین‌های کشاورزی آن در کوه‌پایه‌ها به حال خود رها شده‌اند.